# Smalnäbbad bekard
Smalnäbbad bekard (Pachyramphus salvini) är en fågel i familjen tityror inom ordningen tättingar.

## Utbredning och systematik
Smalnäbbad bekard förekommer i låglänta områden från västra Colombia och västra Ecuador söderut till nordvästra Peru och Marañonflodens avrinningsområde. Tidigare behandlades den som del av svartvit bekard (Pachyramphus albogriseus), men urskiljs sedan 2023 som egen art baserat på studier.

## Status
IUCN erkänner den ännu inte som art, varför dess hotstatus inte bestämts.